# José Eduardo dos Santos

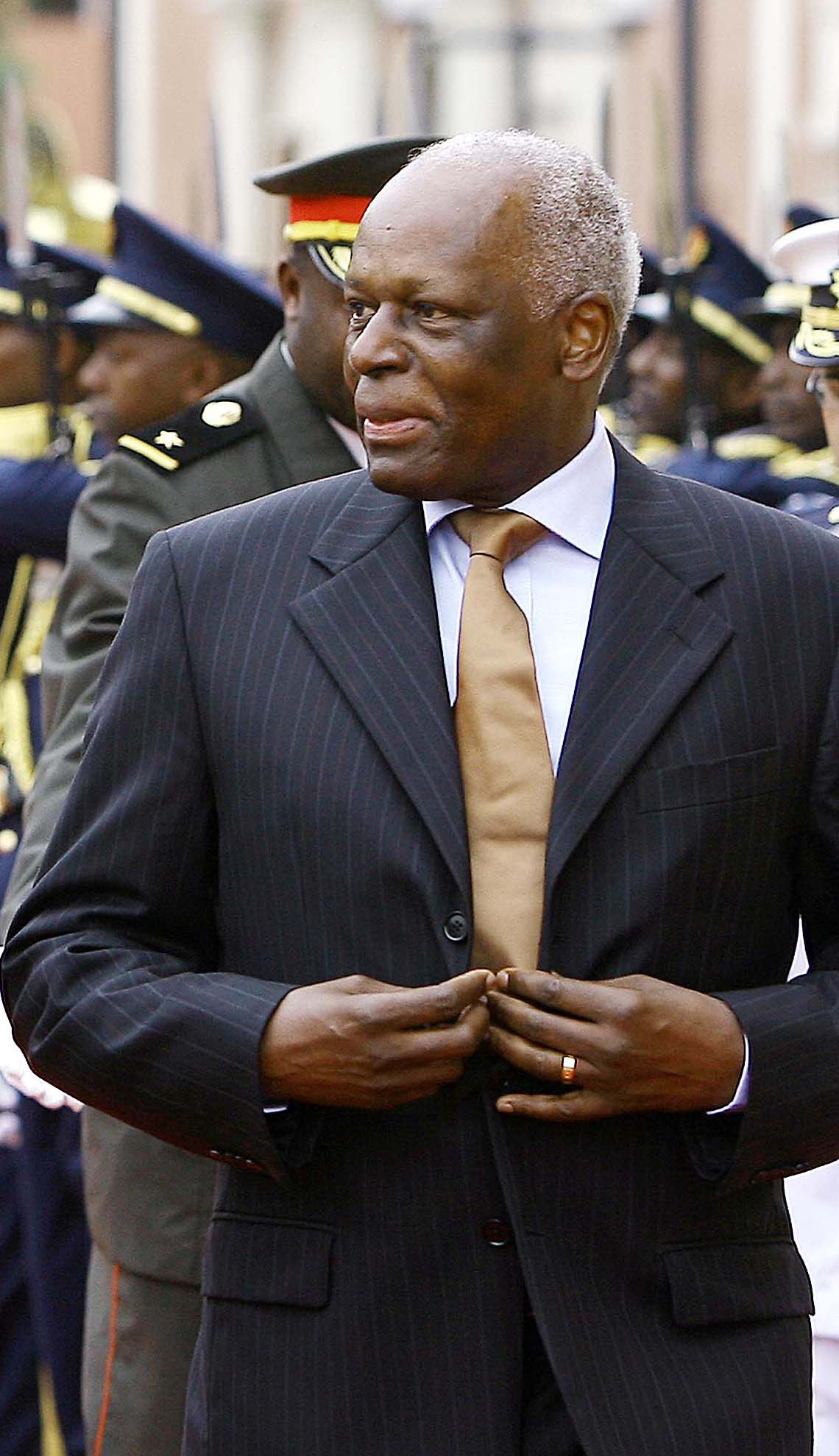
José Eduardo dos Santos

Jose Eduardo dos Santos (n. 28 august 1942, Luanda, Angola Portugheză – d. 8 iulie 2022, Barcelona, Catalonia, Spania) a fost un om politic din Angola.
A fost președinte al țării din 1979 până în 2017.
A fost de asemenea și președintele al Mișcării Populare de Eliberare a Angolei, fiind membru al acestui partid încă din 1956.
S-a născut în Luanda, părinții săi fiind din São Tomé și Príncipe. Un timp a locuit în Republica Congo. A fost ales președinte al partidului și al țării în 1979 după moartea predecesorului său, Agostinho Neto.
În septembrie 2021, José Eduardo dos Santos s-a întors în Angola, după două absențe din țară.